# Пежо тип 95
Пежо тип 95 (фр. Peugeot Type 95) је моторно возило произведено 1907. од стране француског произвођача аутомобила Пежо у њиховој фабрици у Лилу. У том раздобљу је укупно произведено 30 јединица.
Возило покреће четвороцилиндрични четворотактни мотор који је постављен напред, а преко ланчаног преноса је пренет погон на задње точкове. Његова максимална снага била је 50 КС и запремине 9.755 cm³.
Тип 95 се производио у две варијанте 95 А и 85 Б са међуосовинским растојањем од 305 цм за тип 95 А и 335.1 цм за тип 95 Б, а размак точкова је 145 цм. Форма каросерије је гранд тоуринг и лимузина са простором за четири особе, а у спортском аутомобилу за две особе.